# Candy Mountain
Pour plus de détails, voir Fiche technique et Distribution.
Candy Mountain est un film réalisé par Robert Frank et Rudy Wurlitzer, sorti en 1987. C'est une coproduction entre la Suisse, le Canada et la France.
Tourné dans le Upstate New York et au Canada en automne 1986, Wurlitzer avec le projet d'y engager le plus de musiciens possible : Joe Strummer, David Johansen, Dr. John, ou encore Arto Lindsay y font une apparition.

## Synopsis
Julius, un jeune new-yorkais, est parti à la recherche du plus grand fabricant de guitares des États-Unis.

## Fiche technique
- Producteurs : Philippe Diaz et Ruth Waldburger
- Budget de production : 1 300 000 $[2]
- Pays de production :  Suisse,  Canada,  France
- Date de sortie :
  - Espagne : 1987 (Festival international du film de Saint-Sébastien)

## Distribution
- Kevin J. O'Connor : Julius
- Harris Yulin : Elmore Silk
- Tom Waits : Al Silk[3]
- Bulle Ogier : Cornelia
- Roberts Blossom : Archie
- Leon Redbone : Leon

## Production
- Principaux lieux de tournage : Manhattan, Canada[2]